# Carlo Strenger
Carlo Strenger (geboren am 16. Juli 1958 in Basel; gestorben am 25. Oktober 2019 in Tel-Aviv) war ein schweizerisch-israelischer Professor für Psychologie und Philosophie, praktizierender Existenzialpsychoanalytiker und Publizist.

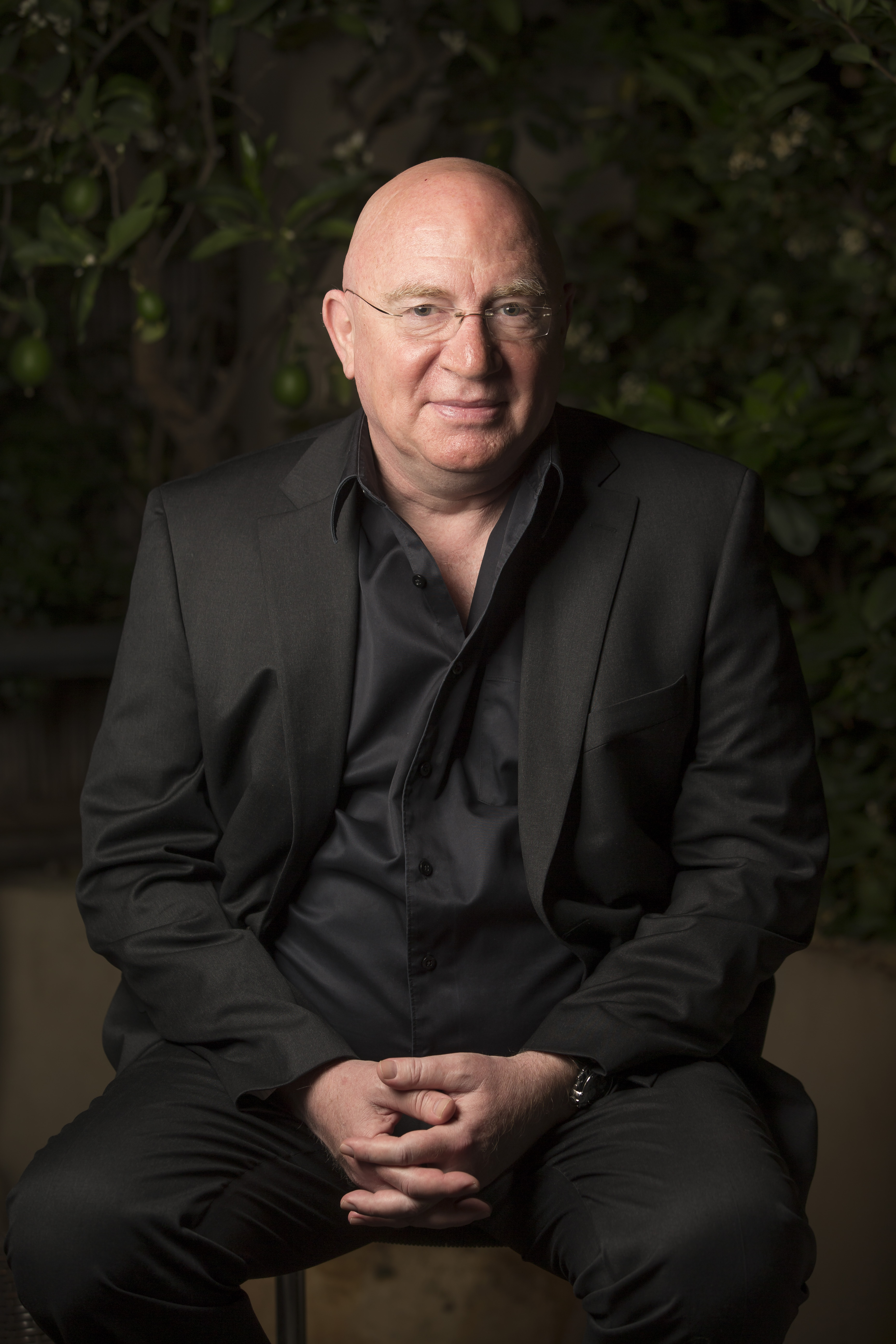
Carlo Strenger (Foto: Rami Zarnegar, Februar 2016)

## Leben
Carlo Strenger wuchs in Basel in einer orthodoxen jüdischen Familie auf. Nach seinem Übertritt vom orthodoxen Judentum zum Atheismus, den er rückblickend als die wegweisende Erfahrung seines Lebens beschrieb, lebte Strenger ein Jahr in Israel. Er nahm ein Studium der Psychologie und Philosophie in Zürich auf und erlangte 1989 an der Hebräischen Universität Jerusalem den Doktorgrad (Ph.D.). Anschließend begann er seine Lehrtätigkeit an der Universität Tel Aviv, dort hatte er später eine Professur inne. Darüber hinaus war Carlo Strenger im akademischen Beirat der Sigmund Freud Stiftung in Wien tätig, Senior Research Fellow am Institut für Terrorforschung an der City University of New York und Mitglied im Daseinsanalytischen Seminar in Zürich. Als Publizist schrieb Strenger über die israelische und europäische Politik, den Nahostkonflikt und kulturelle Themen, vor allem für die israelische Zeitung Haaretz und die Neue Zürcher Zeitung. Strenger lebte mit seiner Ehefrau Julia Elad-Strenger, einer politischen Psychologin, in Tel Aviv.

### Psychoanalyse
Strengers erstes Forschungsgebiet war die Psychoanalyse. Seine Perspektive zeichnete sich durch die interdisziplinäre Integration von flexibler psychoanalytischer Praxis und Ergebnissen aus der Soziologie, Ökonomie und den Neurowissenschaften aus. In seinem Buch Individuality, the Impossible Project entwickelte er einen neuen theoretischen und klinischen Ansatz, der zeigt, dass die schnellen kulturellen, sozialen und wirtschaftlichen Transformationen der letzten Jahrzehnte zu neuen psychodynamischen Konstellationen geführt haben, die stark von früheren psychoanalytischen Modellen differieren. Strenger wurde von Kritikern als einer der kreativsten psychoanalytischen Theoretiker der Gegenwart bezeichnet.

### Globalisierung
Seit 2000 erforschte Strenger den Einfluss der Globalisierung auf die individuelle Psyche, Kultur und Politik. In The Designed Self zeigte er, dass diejenigen Generationen, die in einer globalisierten Realität aufwachsen, weit mehr durch die zeitgenössischen Medien als durch historische Traditionen beeinflusst werden und oft unter Orientierungslosigkeit leiden.
Er erweiterte dieses Modell in der Publikation The Fear of Insignificance, die in zahlreiche Sprachen übersetzt wurde. Strenger zeigt darin, dass die Menschheit eine neue Mutation geschaffen hat – er nennt sie Homo Globalis –, die durch die intensive Beziehung zum Infotainment-Netzwerk definiert ist. Er beleuchtet kritisch die Mythen des globalen Kapitalismus, vor allem die Idee, alles sei machbar, die für ihn im erfolgreichsten Werbeslogan aller Zeiten „Just do it!“ symbolisiert sei. Mithilfe klinischer, soziologischer und wirtschaftlicher Daten zeigt er auf, dass es der globale Bezugsrahmen für den Homo Globalis bedeutend schwieriger macht, ein stabiles Selbstwertgefühl zu entwickeln, und dieser folglich unter einer erhöhten Angst vor Bedeutungslosigkeit leidet. In Freud’s Legacy in the Global Era zeigt er die klinische Relevanz dieses Modells in detaillierten Fallstudien.

### Israelische Politik und Nahostkonflikt
Carlo Strenger war seit 1997 als politischer Publizist tätig. Seit 2007 schrieb er Kolumnen für Israels führende linksliberale Zeitung Haaretz, ab 2012 auch für die Neue Zürcher Zeitung und gelegentlich für den Guardian. Er wurde von Zeit-Journalist Jörg Lau als „eine der klügsten Stimmen der israelischen Linken“ bezeichnet. Strenger war ein scharfer Kritiker der israelischen Siedlungspolitik, die er als große moralische und politische Gefahr für Israels Zukunft sah.
Strenger kritisierte aber auch konsequent die einseitige Verurteilung Israels, vor allem durch die europäischen Linken. Immer wieder wies er darauf hin, dass diese Verurteilungen die Komplexität des Nahostkonflikts verleugnen. Lange war er ein Verfechter der Zweistaatenlösung im Israel-Palästina-Konflikt, doch seit 2011 war Strenger pessimistisch, dass diese Lösung angesichts des Rechtsrutsches in der israelischen Politik und der Schwäche der palästinensischen Führung noch realisierbar sein könnte.
Strengers Buch Israel: Einführung in ein schwieriges Land wurde in der Zeit als „eines der wichtigsten Bücher, die in den letzten Jahren über Israel erschienen sind“ besprochen. Strenger zeigt darin, dass Israel in einen Kulturkampf um die Identität des Landes verwickelt ist, in dem die linksliberalen säkularen Kräfte, die Israels Wirtschaft und Hochkultur dominieren, heute in einer Minderheit sind. Darüber hinaus zeigt er, wie ultraorthodoxe, rechtsnationale und national-religiöse Kräfte in einer anti-liberalen Koalition Israels Charakter zutiefst verändern.

### Politische Philosophie
Schon in Fear of Insignificance wies Strenger darauf hin, dass die westliche Kultur durch relativistische Tendenzen, welche die Verteidigung westlicher Werte unmöglich machen, stark geschwächt worden ist. Strenger plädierte für eine Rückbesinnung auf die Werte der europäischen Aufklärung. In seinem Essay Zivilisierte Verachtung – Eine Anleitung zur Verteidigung unserer Freiheit argumentiert Strenger, die Ideologie der politischen Korrektheit sei, obgleich aus guten Intentionen entstanden, ein „Eigentor des Westens“. Sie habe dazu geführt, dass jegliche Kritik an nicht-westlichen Kulturen illegitim, wogegen Selbstkasteiung des Westens vor allem in der politischen Linken zur Norm geworden sei. Das Resultat, so Strenger, sei, dass verunsicherte Bürger sich immer wieder an die extreme Rechte wenden, um ein Gefühl der Sicherheit zu erhalten.
Während viele Linke und Liberale durch die Logik der politischen Korrektheit gleichsam gelähmt sind, schwingen sich Personen wie Marine Le Pen und Bewegungen wie Pegida zu Verteidigern des Abendlandes auf – und untergraben genau die freiheitlichen Werte, die sie zu schützen behaupten. In dieser Situation plädiert Strenger dafür, dass die gemäßigten politischen Kräfte wieder zur Verteidigung der freiheitlichen Ordnung fähig sein müssen.
Strenger entwickelt als Alternative zur politischen Korrektheit eine Haltung der zivilisierten Verachtung, mit der das aufklärerische Toleranzprinzip wieder vom Kopf auf die Füße gestellt wird: Anstatt jede Glaubens- und Lebensform zu respektieren und diskursiv mit Samthandschuhen anzufassen, müsste man sich daran erinnern, dass nichts und niemand gegen wohlbegründete Kritik gefeit sein darf: „Wenn andere Kulturen nicht kritisiert werden dürfen, kann man die eigene nicht verteidigen.“ Strenger bindet diese Haltung der Verachtung an zwei Prinzipien, nur dann darf sie sich „zivilisiert“ nennen:
- Das „Prinzip der Menschlichkeit“: Man darf Meinungen, Glaubenssätze, Verhaltensweisen und Wertsetzungen verachten, nicht aber die Menschen, die sie vertreten, selbst. Deren Würde und der Respekt ihnen gegenüber müssen stets gewahrt werden. „Zivilisierte Verachtung ist die Fähigkeit, zu verachten, ohne zu hassen oder zu dehumanisieren.“
- Das „Prinzip der verantwortlichen Meinungsbildung“: Man muss sich ernsthaft bemühen, den Wissensstand in relevanten Disziplinen zu reflektieren, und entsprechende Argumente vorbringen.

Die verantwortliche Meinungsbildung sieht Strenger durch kognitive Verzerrungen gefährdet – so zum Beispiel durch die Neigung, vorschnell Tatsachenbehauptungen zu akzeptieren, die zu eigenen emotionalen oder weltanschaulichen Präferenzen passen, und leicht auffindbare widersprüchliche Informationen zu vermeiden. Eine solche unverantwortliche Meinungsbildung ist gerade das, was man verachten soll. Zur Prüfung einer verantwortlichen Meinungsbildung schlägt Strenger den „Ärztetest“ vor. Man soll sich vorstellen, ein Familienmitglied wäre schwer krank, und sich fragen, ob man eine therapeutische Meinungsbildung des Arztes akzeptieren würde, wenn sie zum Beispiel die einschlägigen klinischen Studien ignoriert und mit Glauben begründet ist. „Ich gehe stark davon aus, dass in einem solchen Fall selbst die amerikanische Rechte, die Erkenntnisse zum Klimawandel leugnet, obwohl 97 Prozent aller Experten sich darüber einig sind, einen solchen Arzt wegen Fahrlässigkeit und Missachtung seiner beruflichen Pflichten anzeigen würde.“

### Krise der kosmopolitischen Eliten
Strengers Essay in Buchform Diese verdammten liberalen Eliten. Wer sie sind und warum wir sie brauchen umfasst 172 Seiten. Es handelt sich zur Hälfte um den Versuch einer kultursoziologischen Analyse, halb um eine Selbstbefragung. In fünf Fallbeispielen untersucht er individuelle Persönlichkeiten, die zu dieser Topgruppe gehören wie er selbst, auf ihre sozialen und ethischen Stärken und Schwächen. Im Brennpunkt steht die Frage, wie die Kommunikation zwischen diesen hoch mobilen Schichten und den ortsverwurzelten nationalen Mehrheiten so deutlich zusammenbrechen konnte. Für die internationalen Rechtspopulisten seien die globalistischen Eliten daher zur zentralen Feindfigur geworden. Und auch eine Unterscheidung zwischen Wirtschaftseliten und Kultureliten macht er dabei nicht, merkt die Rezensentin des Deutschlandfunk Kultur kritisch an.

## Publikationen

### Monografien
- Diese verdammten liberalen Eliten. Wer sie sind und warum wir sie brauchen. Suhrkamp-Verlag, Edition Suhrkamp, Berlin 2019, ISBN 978-3518074985.
- Abenteuer Freiheit – Ein Wegweiser für unsichere Zeiten. Suhrkamp, Berlin 2017, ISBN 978-3-518-07144-1.
- Freud’s Legacy in the Global Era. Routledge, London 2015, ISBN 978-1138840294.
- Zivilisierte Verachtung – Eine Anleitung zur Verteidigung unserer Freiheit. Suhrkamp, Berlin 2015, ISBN 978-3-518-07441-1.
- Israel – Einführung in ein schwieriges Land. Jüdischer Verlag, Berlin 2011, ISBN 978-3-633-54255-0.
- The Fear of Insignificance: Searching for Meaning in the Twenty-first Century. Palgrave-Mcmillan, New York 2011, ISBN 978-1138840294.
- The Designed Self. Routledge, London 2004, ISBN 978-0881634198.
- The Quest for Voice in Contemporary Psychoanalysis. International Universities Press, Madison, CT 2002, ISBN 978-0823657629.
- Individuality, the Impossible Project. International Universities Press, Madison, CT 1998, ISBN 978-0823626250.
- Between Hermeneutics and Science: An Essay on the Epistemology of Psychoanalysis. International Universities Press, Madison, CT 1991, ISBN 978-0823604975.

### Ausgewählte Papers
Vergleiche Publikationsliste auf der offiziellen Autorenseite.

### Interviews
- Robert Wright: Science Saturday: Existential Angst and Twitter. (Video auf YouTube, 62:55 Minuten) In: Bloggingheads TV. 16. April 2011 (englisch).
- Steve Paikin: Carlo Strenger: At Home in the Big World – Where’s Home in the Global Village? (Video auf YouTube, 17:20 Minuten) In: TVOntario. 5. März 2014 (englisch, Interview über Homo Globalis).
- Richard C. Schneider: Politisch korrekt ins Abseits manövriert. (Video, 27:21 Minuten) In: ARD-Blog „Zwischen Mittelmeer und Jordan“. 23. März 2015, archiviert vom Original am 24. März 2015 (Interview mit Carlo Strenger über die politische Linke).